# 康宏圖騰跑
康宏圖騰跑 (Convoy Totem Run)是由社會企業全城街馬主辦的一項慈善越野跑山賽，由康宏金融集團冠名贊助，首屆於2014年舉行。
賽事以「圖騰」作為主題，目的在於「走出虛擬世界，回歸真實的原始山林；拋開城市電子產品，重拾置身山野的趣味。感受有血有『慾』的自己，齊賦予靈魂給我們的圖騰」。

## 舉行日期
- 2014年：10月4日
- 2015年：10月17日
- 2016年：10月8日
- 2017年：10月7日

## 賽制及規則
- 賽事設有57公里及16公里組別，分別於北潭涌及城門水塘主壩起步，終點均在大帽山扶輪公園，限時分別為18小時及10小時。
- 參賽者可以個人、2人或4人團隊參加。2015年起，16公里賽事更加入親子組別（成人參加者連同一名8至17歲的兒童或少年參加）。
- 參賽者報名時需同時支付$500捐款，以支持當年度支持的機構。
- 57公里組別賽事，已被列入環勃朗峰超級越野耐力賽 Ultra-Trail du Mont-Blanc (UTMB) 的合資格賽事。每名完賽的參加者（個人或團隊），均可獲UTMB的2分積分（2016年度新制為4分），可用作報名下一年度有「山賽奧林匹克」之稱的環勃朗峰超級越野耐力賽 Ultra Trail du Mont Blanc賽事之用。

## 受惠機構
- 2014年：正生書院（資助校舍緊急改善工程）
- 2015年：街跑少年、香港融樂會
- 2016年：街跑少年、奧夢成真（香港退役運動員與香港中學生共同開創的運動夢想平台）
- 2017年：街跑少年、綠惜地球

## 賽道

### 57公里
北潭涌→北潭路→北潭坳→麥理浩徑（第3段至第8段M152）→大帽山道→大帽山扶輪公園

### 16公里
城門水塘→畔塘徑（2公里）→城門水塘緩跑徑→半閒亭→衛奕信徑第7段→麥理浩徑第8段M152→大帽山道→大帽山扶輪公園

## 檢查站
大會於57公里及16公里賽道均設有檢查站（部族支援站），供跑手報到及提供補給之用。各檢查站關閉時間不同，參加者須於檢查站關閉前到達檢查站報到，否則會被取消參賽資格。

### 57公里
- 企嶺下（13.2公里）
- 基維爾訓練營（26.2公里）
- 筆架山（33.7公里）
- 城門水塘燒烤場（41.7公里）
- 鉛礦坳（47.7公里）
- 四方亭（水站）（50.8公里）
- 大帽山扶輪公園（終點）（57.2公里）

### 16公里
- 半閒亭（4.9公里）
- 鉛礦坳（7.3公里）
- 四方亭（水站）（10.4公里）
- 大帽山扶輪公園（終點）（16.5公里）

## 賽事特色
- 部族支援站特別補給
- 游擊打氣支援
- 終點圖騰派對（邀請多位歌手及樂隊義演）
- 康宏金融集團主席王利民及多名高層亦親自上陣出戰，康宏愛心義工隊並動員超過100人支援補給站及進行打氣工作[3]

## 站外鏈結
- 《康宏圖騰跑》官方網頁 （页面存档备份，存于）
- 《康宏圖騰跑》Facebook專頁 （页面存档备份，存于）